# Powiewiórka
Powiewiórka (lit. Pavoverė) - wieś, dawniej miasteczko w gminie Podbrodzie rejonu święciańskiego w okręgu wileńskim Litwy. Ma 423 mieszkańców (2001). 

## Historia
Miasteczko należało do dóbr Sorokpol i taką też nazwę nosiło. Przez lata było to dziedzictwo rodziny Soroków. W 1866 roku liczyło 15 domów i 158 mieszkańców, w 1887 roku - 103 mieszkańców. 
W drewnianym kościele pw. św. Kazimierza z 1775 roku, wielokrotnie przebudowywanym, w dniu 15 grudnia 1867 ochrzczony został Józef Piłsudski. Wydarzenie to upamiętnia umieszczona w kościele tablica pamiątkowa w języku polskim.